# Mezon Υ
Mezon Y  [mezón ipsilon] ((oznaka {\displaystyle Y\,}, tudi {\displaystyle \Upsilon \,}) je mezon brez okusa, ki ga sestavljata kvark b in antikvark b ali {\displaystyle b{\bar {b}}\,}. Prištevamo ga med botomonije.
Odkrili so ga v Fermilabu leta 1978 (skupina E288) pod vodstvom ameriškega fizika Leona Maxa Ledermana (rojen 1922). Bil je prvi opaženi delec, ki je vseboval kvark b.

## Razpad
Mezon Y lahko razpade na nekaj načinov :
- {\displaystyle Y\to e^{+}+e^{-}\,}
- {\displaystyle Y\to \tau ^{+}+\tau ^{-}\,}
- {\displaystyle Y\to \mu ^{+}+\mu ^{-}\,}